# Claudio Bravo
Claudio Andrés Bravo Muñoz (ur. 13 kwietnia 1983 w Viluco) – chilijski piłkarz, występujący na pozycji bramkarza. Posiada także obywatelstwo hiszpańskie.

## Kariera klubowa
Claudio swoją karierę zaczynał w klubie ze swojej ojczyzny – w CSD Colo Colo, gdzie przez pierwsze lata gry, był tylko rezerwowym, w późniejszym czasie stał się dopiero podstawowym graczem chilijskiego klubu. Regularna gra, sprawiła, że piłkarzem zainteresowało się kilka zagranicznych klubów. W 2006 Bravo wybrał ofertę hiszpańskiego Real Sociedad. W 2010 w domowym spotkaniu 20. kolejki Liga Adelante przeciwko drużynie Nástic de Tarragona zdobył z rzutu wolnego swoją pierwszą bramkę dla tego zespołu. Jego drużyna wygrała tamten mecz.Obecnie występuje regularnie. W sezonie 2013/2014 jego drużyna wzięła udział w Lidze Mistrzów, w której bramkarz nie bronił tylko w ostatnim meczu grupowym przeciwko Bayerowi 04 Leverkusen. Wcześniej został także wybrany bramkarzem kolejki Champions League. Jego drużynie nie udało się awansować dalej (zdobywała jeden punkt).
18 czerwca 2014 został piłkarzem FC Barcelona. Według doniesień mediów kataloński klub zapłacił za niego około 12 milionów euro. Oficjalnie został zaprezentowany jako piłkarz hiszpańskiego klubu 7 lipca. Otrzymał koszulkę z numerem 13. Sezon 2014/15 okazał się dla Bravo niezwykle udany. Zdobył z Barceloną tryplet (La Liga, Puchar Króla i Liga Mistrzów). Otrzymał on również nagrodę dla najlepszego bramkarza La Ligi, zachowując największą liczbę czystych kont.
25 sierpnia 2016 został zawodnikiem Manchesteru City, z którym podpisał 4-letni kontrakt. W angielskim klubie występował do 2020 roku, kiedy to przeniósł się do Realu Betis.
27 sierpnia 2024 roku ogłosił zakończenie kariery.

## Kariera reprezentacyjna
Piłkarz jak dotąd rozegrał ponad 70 spotkań w reprezentacji Chile. Grał również w reprezentacjach U-17, U-20 i U-23. Brał udział w Copa América 2004 w Peru, oraz w Copa América 2007 w Wenezueli. Do tej pory jest pierwszym bramkarzem reprezentacji narodowej i jej kapitanem. Bravo brał udział w meczach do El.Mistrzostw Świata 2014 oraz na mundialu w Brazylii, gdzie jego drużyna przegrała w 1/8 finału po karnych z drużyną gospodarzy. Został wybrany najlepszym bramkarzem zwycięskiego Copa América 2015. W finałowym konkursie rzutów karnych obronił strzał Évera Banegi. Na również zwycięskim Copa América 2016, został ponownie wybrany najlepszym bramkarzem turnieju.

## Statystyki kariery klubowej
(aktualne na dzień 31 maja 2018)
| Klub               | Sezon              | Liga               | Liga  | Liga   | Puchary krajowe | Puchary krajowe | Puchary kontynentalne | Puchary kontynentalne | Inne  | Inne   | Suma  | Suma   |
| Klub               | Sezon              | Liga               | Mecze | Bramki | Mecze           | Bramki          | Mecze                 | Bramki                | Mecze | Bramki | Mecze | Bramki |
| ------------------ | ------------------ | ------------------ | ----- | ------ | --------------- | --------------- | --------------------- | --------------------- | ----- | ------ | ----- | ------ |
| Colo Colo          | 2003               | Primera División   | 25    | 0      | –               | –               | 1                     | 0                     | -     | -      | 26    | 0      |
| Colo Colo          | 2004               | Primera División   | 40    | 0      | –               | –               | 5                     | 0                     | -     | -      | 45    | 0      |
| Colo Colo          | 2005               | Primera División   | 39    | 0      | –               | –               | 2                     | 0                     | -     | -      | 41    | 0      |
| Colo Colo          | 2006               | Primera División   | 19    | 0      | –               | –               | 2                     | 0                     | -     | -      | 21    | 0      |
| Colo Colo          | Ogólnie            | Ogólnie            | 123   | 0      | 0               | 0               | 10                    | 0                     | 0     | 0      | 133   | 0      |
| Real Sociedad      | 2006/07            | Primera División   | 29    | 0      | 1               | 0               | -                     | -                     | –     | –      | 30    | 0      |
| Real Sociedad      | 2007/08            | Segunda División   | 0     | 0      | 0               | 0               | -                     | -                     | -     | -      | 0     | 0      |
| Real Sociedad      | 2008/09            | Segunda División   | 32    | 0      | 0               | 0               | -                     | -                     | -     | -      | 32    | 0      |
| Real Sociedad      | 2009/10            | Segunda División   | 25    | 1      | 0               | 0               | -                     | -                     | -     | -      | 25    | 1      |
| Real Sociedad      | 2010/11            | Primera División   | 38    | 0      | 0               | 0               | -                     | -                     | -     | -      | 38    | 0      |
| Real Sociedad      | 2011/12            | Primera División   | 37    | 0      | 0               | 0               | -                     | -                     | -     | -      | 37    | 0      |
| Real Sociedad      | 2012/13            | Primera División   | 31    | 0      | 0               | 0               | -                     | -                     | -     | -      | 31    | 0      |
| Real Sociedad      | 2013/14            | Primera División   | 37    | 0      | 0               | 0               | 7                     | 0                     | -     | -      | 44    | 0      |
| Real Sociedad      | Ogólnie            | Ogólnie            | 229   | 1      | 1               | 0               | 7                     | 0                     | 0     | 0      | 237   | 1      |
| FC Barcelona       | 2014/15            | Primera División   | 37    | 0      | 0               | 0               | 0                     | 0                     | -     | -      | 37    | 0      |
| FC Barcelona       | 2015/16            | Primera División   | 32    | 0      | 0               | 0               | 0                     | 0                     | 3     | 0      | 35    | 0      |
| FC Barcelona       | 2016/17            | Primera División   | 1     | 0      | 0               | 0               | 0                     | 0                     | 2     | 0      | 3     | 0      |
| FC Barcelona       | Ogólnie            | Ogólnie            | 70    | 0      | 0               | 0               | 0                     | 0                     | 5     | 0      | 75    | 0      |
| Manchester City    | 2016/17            | Premier League     | 22    | 0      | 4               | 0               | 0                     | 0                     | 4     | 0      | 30    | 0      |
| Manchester City    | 2017/18            | Premier League     | 3     | 0      | 9               | 0               | 1                     | 0                     | 0     | 0      | 13    | 0      |
| Manchester City    | 2018/19            | Premier League     | 0     | 0      | 0               | 0               | 0                     | 0                     | 1     | 0      | 1     | 0      |
| Manchester City    | 2019/20            | Premier League     | 4     | 0      | 8               | 0               | 2                     | 0                     | 1     | 0      | 15    | 0      |
| Manchester City    | Ogólnie            | Ogólnie            | 29    | 0      | 21              | 0               | 5                     | 0                     | 2     | 0      | 59    | 0      |
| Ogólnie w karierze | Ogólnie w karierze | Ogólnie w karierze | 448   | 1      | 22              | 0               | 22                    | 0                     | 7     | 0      | 497   | 1      |

## Statystyki kariery reprezentacyjnej
Źródło:
| Reprezentacja | Rok     | Występy | Gole |
| ------------- | ------- | ------- | ---- |
| Chile         | 2004    | 1       | 0    |
| Chile         | 2005    | 3       | 0    |
| Chile         | 2006    | 5       | 0    |
| Chile         | 2007    | 12      | 0    |
| Chile         | 2008    | 10      | 0    |
| Chile         | 2009    | 9       | 0    |
| Chile         | 2010    | 8       | 0    |
| Chile         | 2011    | 14      | 0    |
| Chile         | 2012    | 4       | 0    |
| Chile         | 2013    | 12      | 0    |
| Chile         | 2014    | 9       | 0    |
| Chile         | 2015    | 12      | 0    |
| Chile         | 2016    | 11      | 0    |
| Chile         | 2017    | 9       | 0    |
| Chile         | 2018    | 0       | 0    |
| Chile         | 2019    | 4       | 0    |
| Chile         | 2020    | 2       | 0    |
| Chile         | 2021    | 16      | 0    |
| Chile         | 2022    | 3       | 0    |
| Chile         | 2023    | 1       | 0    |
| Chile         | 2024    | 5       | 0    |
| Łącznie       | Łącznie | 150     | 0    |

## Sukcesy
Colo Colo
- Mistrzostwo Chile: 2006 Apertura

Real Sociedad
- Segunda División: 2009/10

FC Barcelona
- Mistrzostwo Hiszpanii: 2014/15, 2015/16
- Puchar Króla: 2014/15, 2015/16
- Superpuchar Hiszpanii: 2016
- Liga Mistrzów UEFA: 2014/15
- Superpuchar Europy UEFA: 2015
- Klubowe Mistrzostwo Świata: 2015

Manchester City
- Mistrzostwo Anglii: 2017/18
- Puchar Ligi Angielskiej: 2017/18, 2019/20
- Tarcza Wspólnoty: 2018, 2019

Chile
- Copa América: 2015, 2016
- 2. miejsce w Pucharze Konfederacji: 2017

Indywidualne
- Najlepszy bramkarz Segunda División: 2008/09
- Najlepszy bramkarz Primera División: 2014/15
- Najlepszy bramkarz Copa América: 2015, 2016
- Drużyna turnieju Copa América: 2015, 2016
- Złota Rękawica w Pucharze Konfederacji: 2017